# Emily Haines

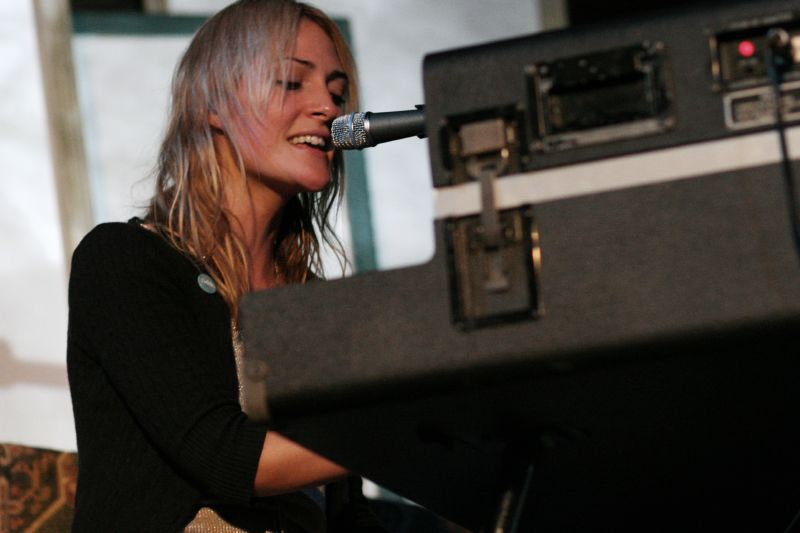
Haines im Jahr 2007

Emily Haines (* 25. Januar 1974 in Neu-Delhi, Indien) ist eine kanadische Musikerin. Sie ist Sängerin der Indie-Pop-Band Metric und beteiligte sich darüber hinaus am Musikerkollektiv Broken Social Scene. 2006 und 2017 veröffentlichte sie zwei Soloalben.

## Leben
Haines wurde 1974 in Neu-Delhi geboren. Ihr Vater war der Dichter Paul Haines. Als Emily drei Jahre alt war, zogen ihre Eltern mit ihr nach Toronto. Haines besuchte die Etobicoke School of the Arts, wo sie Amy Millan, die spätere Sängerin der Stars, kennenlernt, mit der sie in ersten musikalischen Projekten zusammenwirkt. In den folgenden Jahren studierte sie an verschiedenen kanadischen Universitäten und schrieb Musik, die sie 1996 auf einem ersten Album aufnahm, welches allerdings nicht professionell vertrieben wurde. 1998 trifft sie James Shaw in New York City, wo die beiden zusammen Metric gründen. Das Line-Up der Band komplettieren später der Schlagzeuger Joules Scott-Key und der Bassist Josh Winstead. 

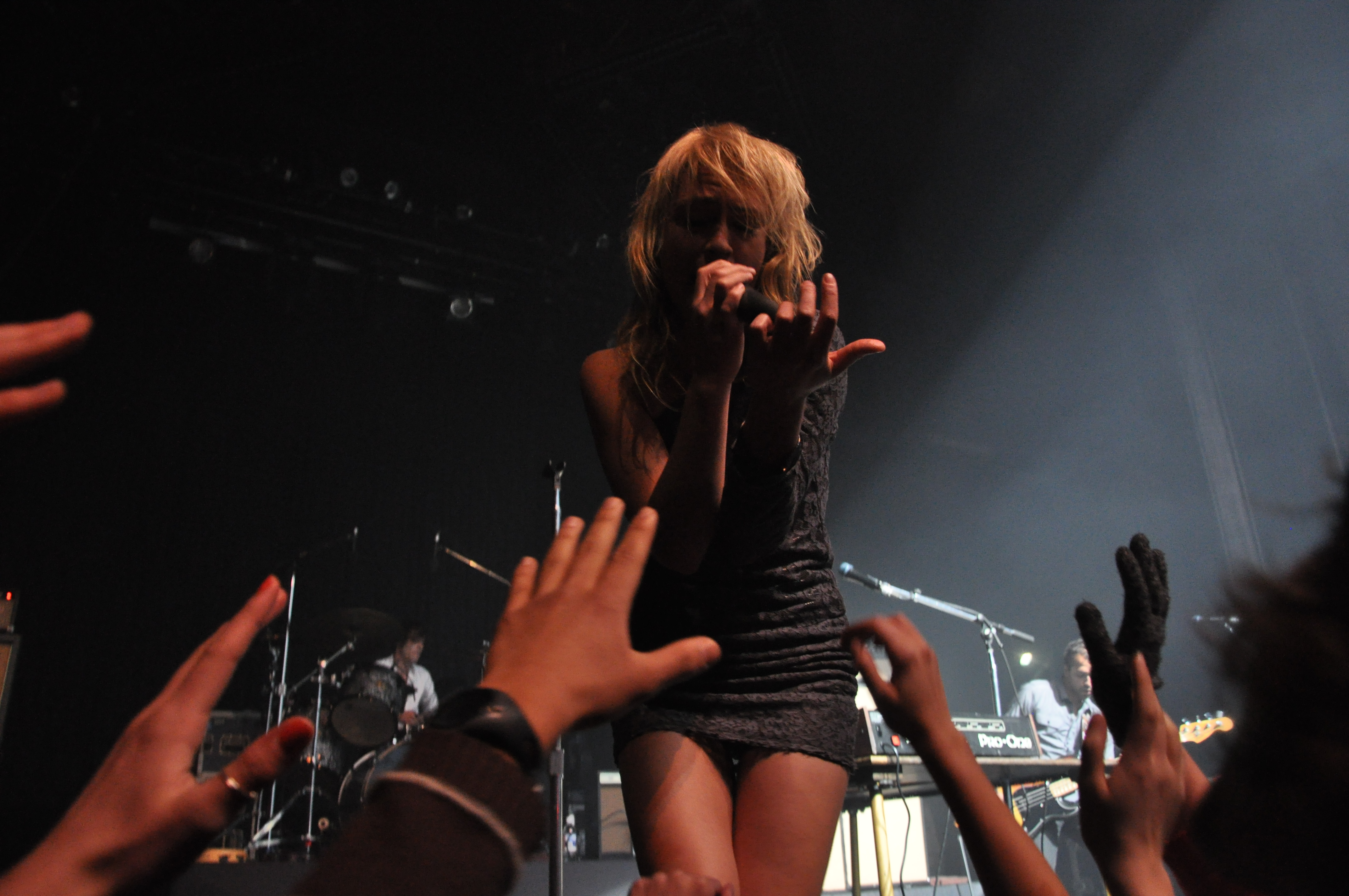
Haines bei einem Auftritt mit Metric (2008)

Mit Metric nimmt Haines das Album Grow Up and Blow Away auf, das allerdings auf Grund von Schwierigkeiten mit dem damaligen Label zunächst nicht veröffentlicht wird. Das Zweitwerk, Old World Underground, Where Are You Now?, wird 2003 herausgebracht. 2005 erscheint das dritte Metric-Album "Live It Out". Im darauffolgenden Jahr erscheint Haines Solo-Album Knives Don't Have Your Back. Dieses ist nach Aussage von Haines selbst musikalisch zwischen Elliott Smith und Robert Wyatt zu verorten. An den Aufnahmen beteiligt waren Scott Minor von Sparklehorse, Justin Peroff von Broken Social Scene, Evan Cranley von Stars und James Shaw von Metric.
Im Jahr 2009 wirkte sie im Video Games for Day von Julien Plenti (Side-Projekt des Interpol-Sängers Paul Banks) als Schauspielerin mit.

## Veröffentlichungen
Komplette Alben spielte Haines bisher mit Metric sowie solo bzw. mit der Begleitband The Soft Skeleton ein. Darüber hinaus war sie an Tracks von unter anderem Broken Social Scene, The Stills, The Crystal Method und Les Savy Fav beteiligt.

### Alben mit Metric
- 2003: Old World Underground, Where Are You Now?
- 2005: Live It Out
- 2007: Grow Up and Blow Away
- 2009: Fantasies
- 2012: Synthetica
- 2015: Pagans in Vegas
- 2018: Art of Doubt
- 2022: Formentera
- 2023: Formentera II

### Emily Haines & the Soft Skeleton
- 2006: Knives Don’t Have Your Back (Album)
- 2007: What Is Free to a Good Home? (EP)
- 2017: Choir of the Mind (Album)

## Sonstige Veröffentlichungen
- 2017: Siren (Parfum) in Kooperation mit House of Matriarch